# ثوب نوم
ثوب النوم أو النِيْم هو القميص الذي يلبس في الليل قبل النوم وقد يحتوي على ملحقات مثل الروب أو الملابس الداخلية.

## معرض صور

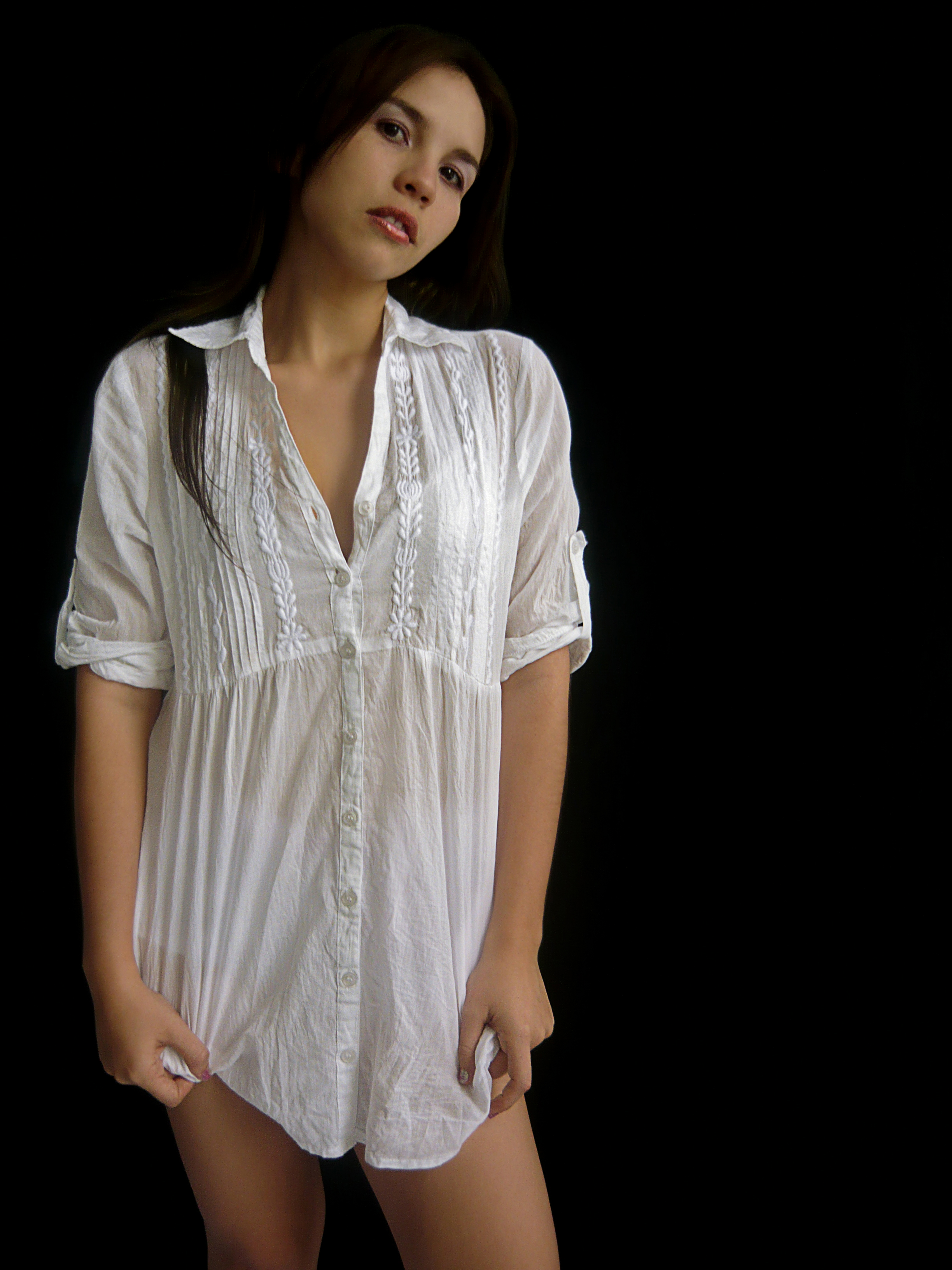
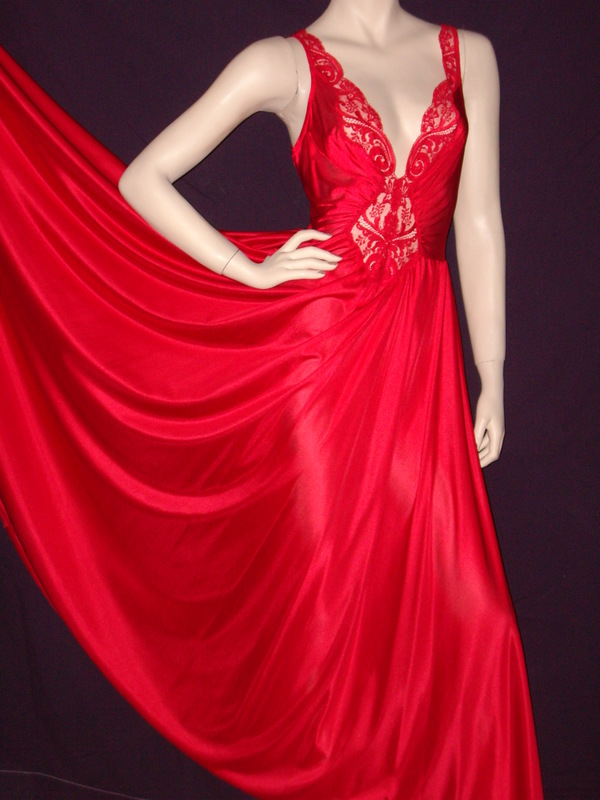
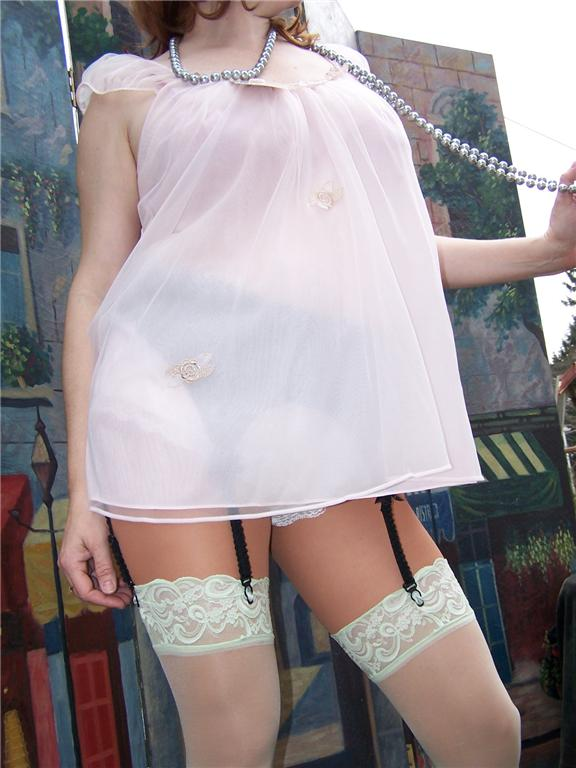
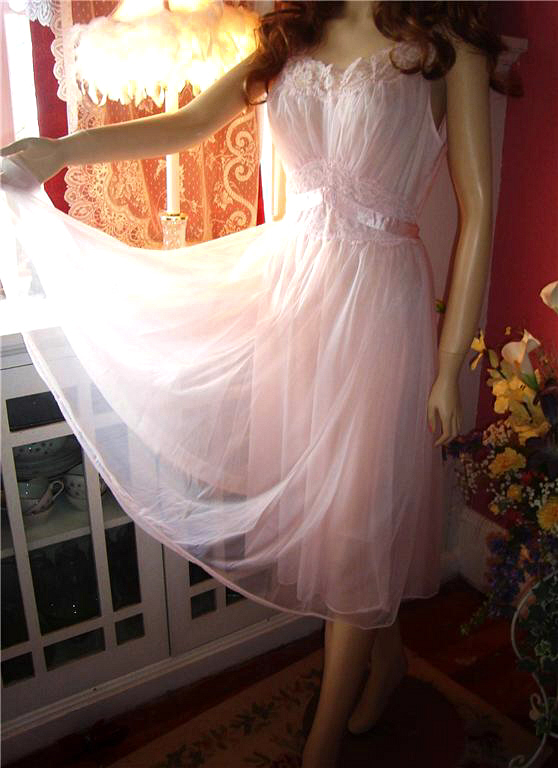
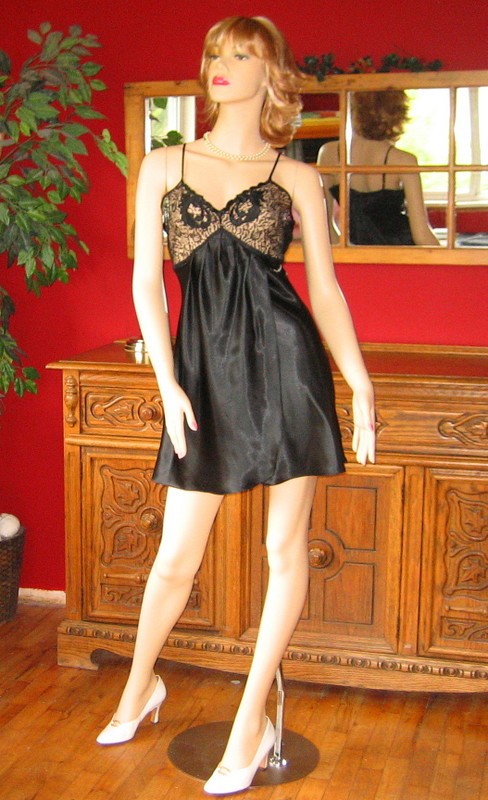